# Gammelstaden
Gammelstaden es una localidad perteneciente al municipio de Luleå, condado de Norbotnia, provincia de Norbotnia, Suecia.

## Superficie
Cuenta con una superficie de 5,560 kilómetros cuadrados.

## Demografía
Hasta 2020 la población era de 4836 habitantes, con una densidad de población de 869,8 habitantes por kilómetro cuadrado. Con una estructura demográfica conformada por 2437 hombres que representan el 50,4% y 2399 mujeres para un 49,6% de la población total. De estos, el 23,9% corresponden a menores de edad y personas de 0-19 años, 52,9% a personas entre 20-64 años y el 23,2% a personas de 65 o más años.
| Gráfica de evolución demográfica de Gammelstaden entre 1990 y 2020 |
|                                                                    |
| Datos según la Oficina Central de Estadísticas de Suecia.          |